# Preterismo
O preterismo é a metodologia mais popular para o exame do Apocalipse e dos Livros proféticos do Antigo Testamento entre os eruditos críticos. Essa escola é também conhecida como a contemporânea-histórica. Entendem que a grande maioria das profecias (ou todas) cumpriram-se na destruição de Jerusalém (em 70 dC).
O preterismo opõe-se a outras três correntes de interpretação das profecias, sendo elas o Idealismo, o Historicismo e o Futurismo.
O Preterismo tinha pouca sistematização, até que no século XIX James Stuart Russell examinou todos os textos significativos do Novo Testamento sobre a volta de Cristo, para ver quando isso ocorreria e como seria. Ele chegou a conclusão que a Segunda Vinda ocorreu no primeiro século com a destruição de Jerusalém em 70 dC. Ele publicou um livro originalmente em 1878 com o título The Parousia: A Critical Inquiry in the New Testament Doctrine of Our Lord's Second Coming. Outra edição se seguiu com o nome do autor em anexo em 1887.